# Bagrus meridionalis
Bagrus meridionalis är en fiskart som beskrevs av Günther, 1894. Bagrus meridionalis ingår i släktet Bagrus och familjen Bagridae. IUCN kategoriserar arten globalt som livskraftig. Inga underarter finns listade.